# Bulliana
Bulliana è una frazione del comune di Valdilana, in provincia di Biella.

## La Parrocchia

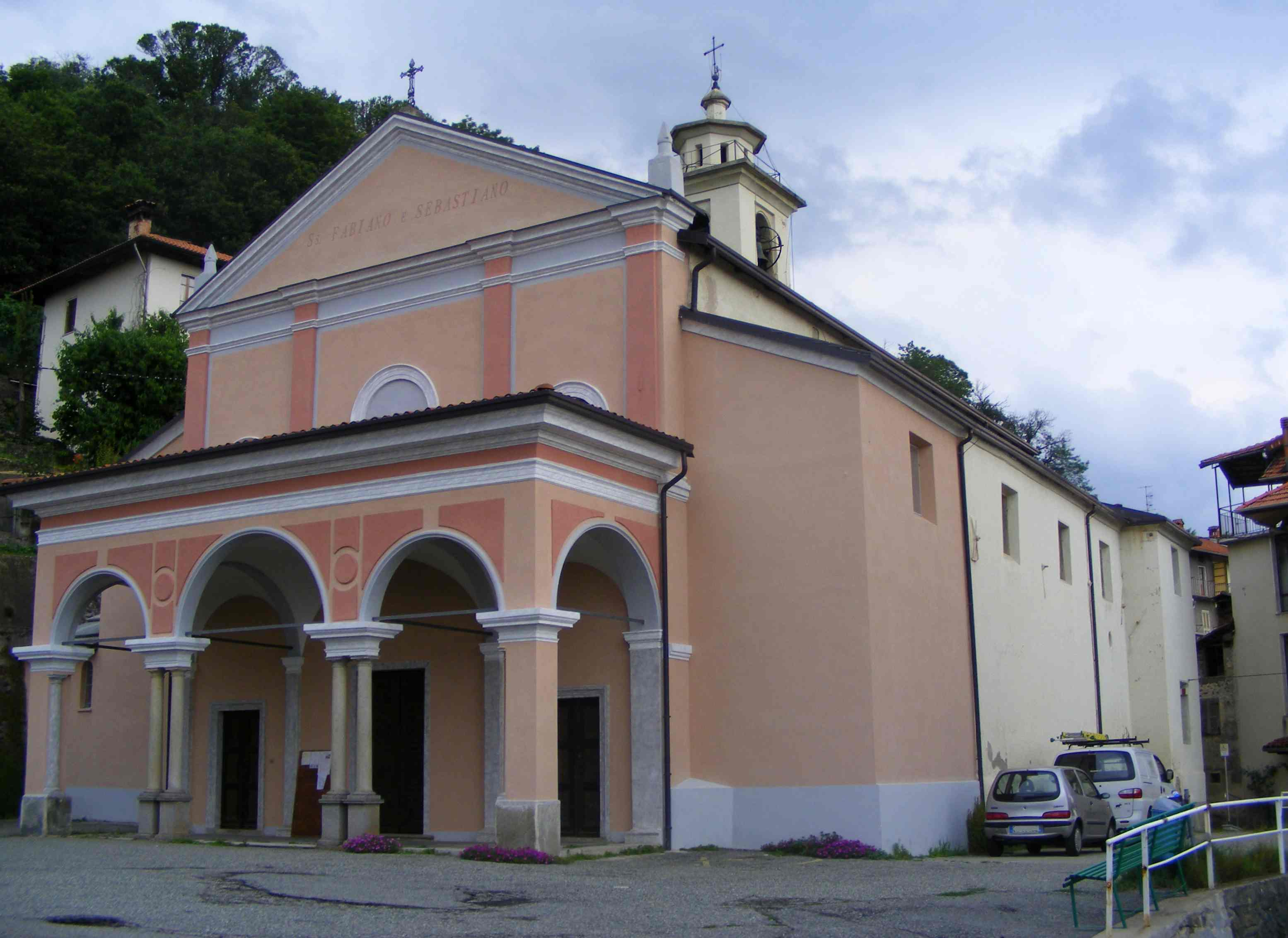
La parrocchiale

La Parrocchia San Fabiano e San Sebastiano di Bulliana è stata costituita nel 1618. Da sempre l'ente costituisce il punto di riferimento religioso e culturale della popolazione.
La parrocchia di Bulliana già retta da un vice curato fin dal 1543 si staccò da Trivero nel 1618 allorquando i capi famiglia della frazione versarono al Vescovo 600 fiorini per vantar diritto di scegliere il parroco tra una rosa di 4 prescelti dal Vescovo stesso.
L'antica chiesetta dedicata al Santo Lorenzo ed alla Madonna fu dotata di sacrestia nel 1606. A partire dal 1616 fu ampliata in tre navate e nuovamente modificata nel 1860, nel 1886 ed infine nel 1927. Il Campanile risale al 1622. Sul fondale e sulla volta si possono ammirare bellissimi affreschi, alcuni dei quali avrebbero bisogno di restauro. Secondo lo storico della Chiesa Biellese, Don Lebole, alcuni sono settecenteschi. Altri sono opera felice di A. Ciancia, pittore di Caprile.

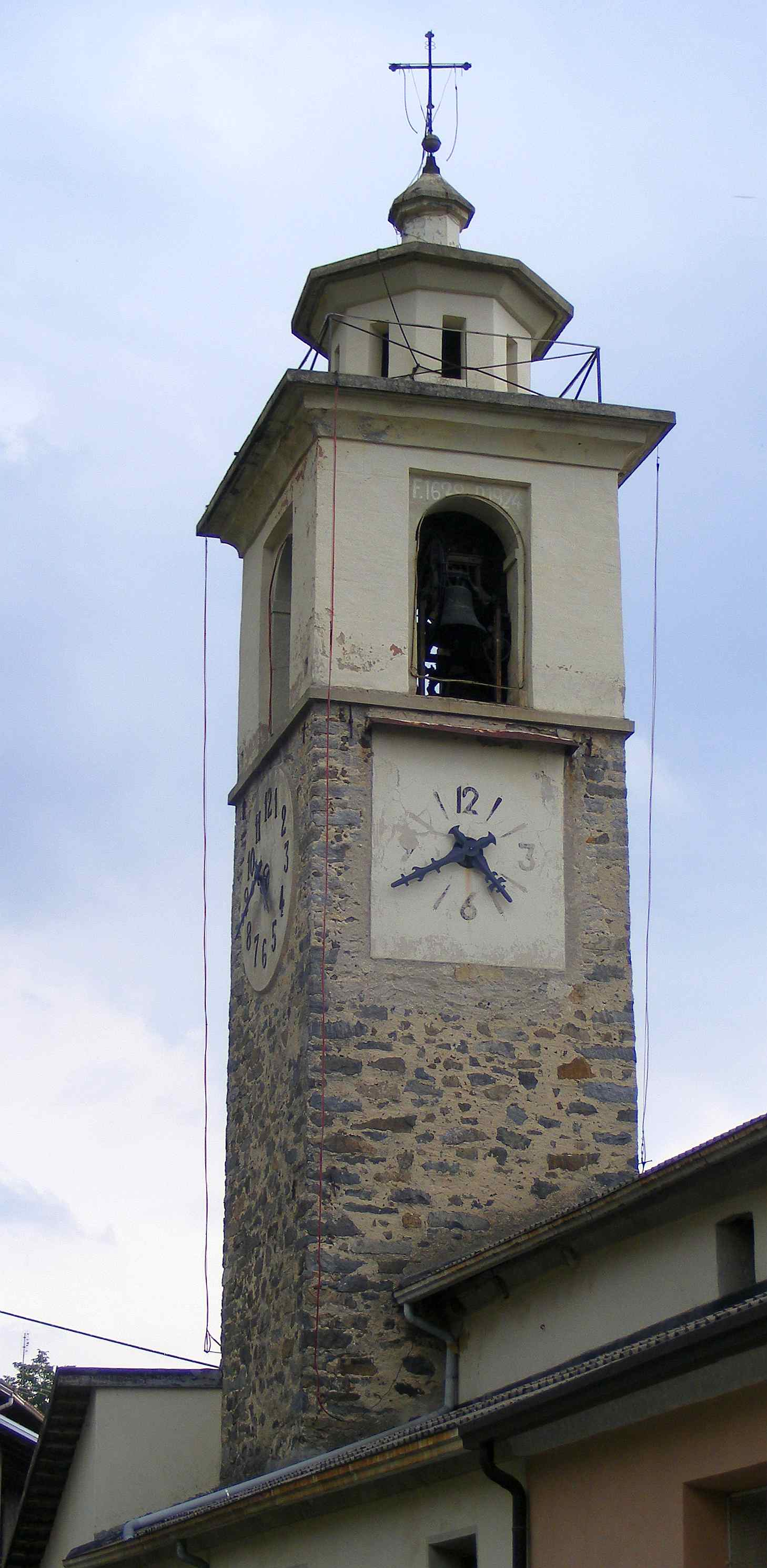
La torre campanaria

### L'organo storico
Di particolare pregio risulta essere l'organo storico Camillo Bianchi, 1876 – OP 52. Lo strumento dispone di una tastiera di sessantuno note e di una pedaliera a leggio di venti pedali.
Bulliana è una sede del Festival Internazionale Storici Organi del Biellese. Quest'anno il festival ha celebrato i suoi dieci anni di attività e l'organo di Bulliana vi è sempre stato inserito. Moltissimi uditori, esperti o semplicemente amanti della musica salgono nel paese per apprezzare le note dell'organo, abilmente suonato da organisti di fama internazionale.

### La Madonna di Lourdes
La festa della Nostra Signora di Lourdes, 11 febbraio, è il polo di attrazione religiosa di moltissimi devoti. La costruzione avvenuta nel, 1912, in una cappella laterale della chiesa parrocchiale, di un fac-simile della grotta di Lourdes, ricorda l'apparizione della Madonna a Santa Bernadette. La ricorrenza è sempre celebrata con tre S.messe. La presenza della gente alle tre funzioni è sorprendente. Una Santa Messa è generalmente presieduta dal Vescovo di Biella o dal suo Vicario Generale.

## Il Comitato e il circolo
Il Comitato Benefico Bullianese organizza diverse manifestazioni. La festa estiva che si svolge nel mese di luglio, il carnevale dei bambini, la castagnata benefica e, con cadenza pluriennale, la Sacra Rappresentazione di Teatro Popolare della Natività.
Il locale circolo ARCI svolge un'importante funzione di aggregazione sociale.